# Náboženská výchova

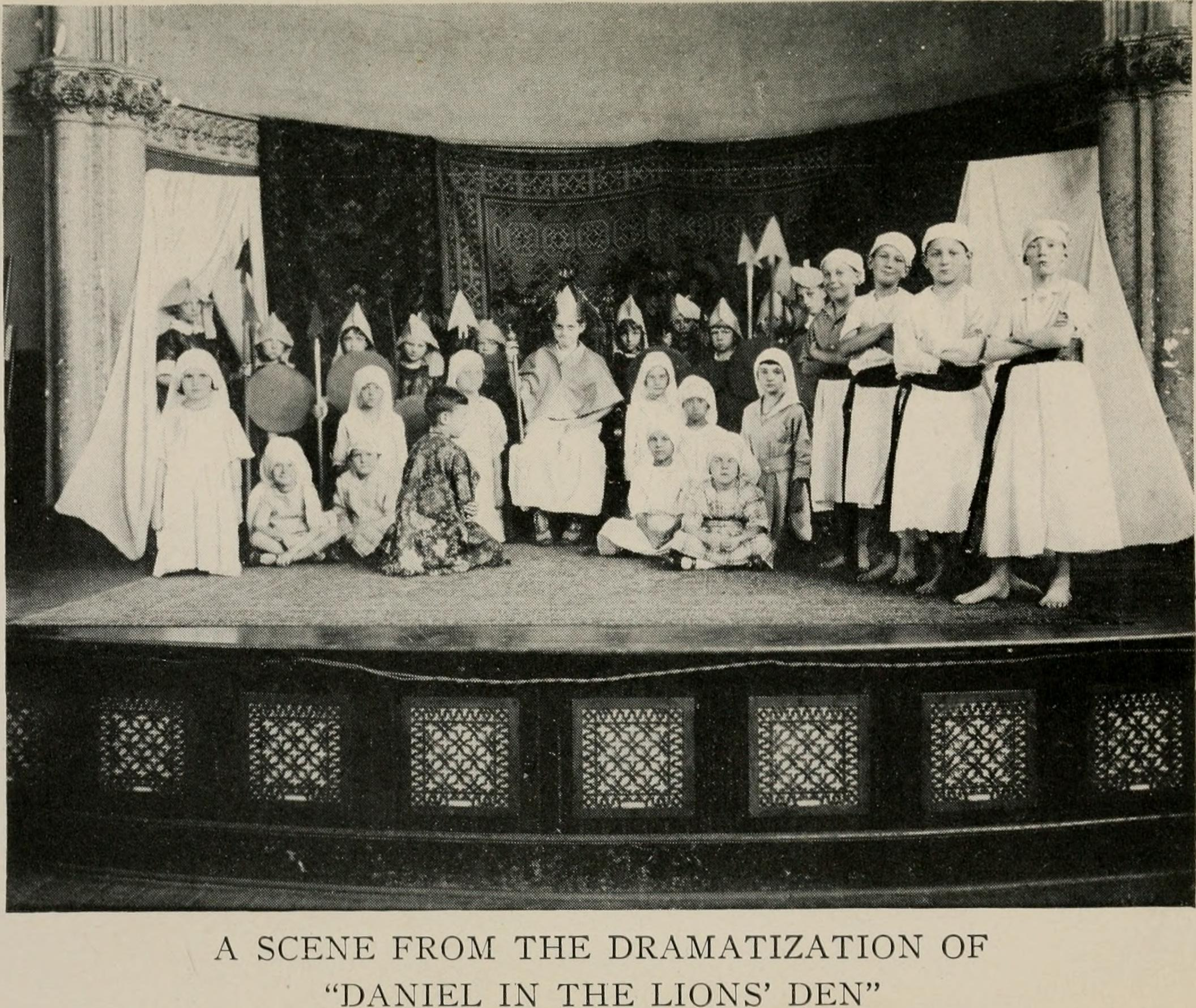
Náboženská výuka zkombinovaná s dramatickou výukou v roce 1921

Náboženská výchova (dříve též věrouka) je výchova směřující k získání znalostí v oblasti náboženství. Je to také školní předmět vyučovaný především na základních školách.

## Náboženská výchova na školách
V moderní době, od dob osvícenství, proběhla v některých státech, zpravidla ve vyvinutějších demokratických, odluka církve od státu – důsledné oddělení politiky a víry, podobně jako i v jiných oblastech veřejného života. To způsobilo mimo jiné také to, že náboženská výchova na školách není povinná.
V 18. století vznikly ve Velké Británii nedělní školy, ve kterých se konalo náboženské vyučování různými křesťanskými církvemi. Vyučovaní se konalo v neděli. Jedním z hlavních důvodů vzniku nedělních škol bylo zamezení kriminality dětí z chudinských čtvrtí[zdroj?]. Nedělní školy získaly ve Velké Británii vysokou popularitu především v první polovině 19. století.

## Povinná náboženská výchova
Pokud je náboženská výchova zavedena jako povinný volitelný předmět na státních školách (obvykle základní školy), jako například na Slovensku, bývají tato rozhodnutí přijímána s odporem. Převládá názor, že jediné subjekty, které by měly mít právo rozhodnout, zda by se dítě mělo vzdělávat v náboženském směru, jsou rodiče a ne stát.
Pozn.: Na Slovensku o tom, zda dítě navštěvuje náboženskou výchovu nebo etickou výchovu, rozhodují rodiče.